# أزرق فرنسي
أزرق فرنسي هو لون يستخدم تقليديًا لتمثيل فرنسا.
تم استخدام اللون الأزرق في شعارات النبالة للملكية الفرنسية منذ القرن الثاني عشر على الأقل ، حيث تم وضع الزهور الذهبية للملوك دائمًا على خلفية زرقاء.
في العصر الحديث يتم استخدام نسخة أكثر إشراقًا، تستند إلى اللون الأزرق من الألوان الثلاثة الفرنسية، لا سيما في السياقات الرياضية.
عادة ما تستخدم الفرق الوطنية الفرنسية في جميع الألعاب الرياضية اللون الأزرق كلون رئيسي.
الأزرق هو لون السباق الوطني في فرنسا؛ لذلك، استخدمته العديد من فرق رياضة السيارات الفرنسية، بما في ذلك سيارات ألباين وبوغاتي ودولاج وبانهارد وبيجو.
الاستثناءان الملحوظان هما سيتروين ورينو: الأول استخدم اللونين الأحمر والأبيض ، بينما استخدم الأخير الأصفر والأسود. بين عامي 2002 و 2006، ارتدت سيارات رينو F1 اللون الأزرق ليس مثل لون السباق الوطني لفرنسا ولكن بسبب لقب الراعي للعلامة التجارية اليابانية للسجائر Mild Seven . سيعود Blue إلى فريق مصنع Renault F1 لعام 2021 ، حيث يعيد الفريق تسميته إلى سيارات ألباين.
كما تم استخدام «اللون الأزرق الفرنسي» من قبل شرطة ولاية ماساتشوستس كاللون المستخدم في الزي الرسمي منذ يونيو 1933، لجعل القوات يمكن التعرف عليها على الفور من قبل العامة.  منذ عام 1944، تم استخدامه أيضًا من قبل شرطة ولاية ديلاوير كاللون المستخدم في زيهم الرسمي. 

## سيارات السباق باللون الأزرق الفرنسي

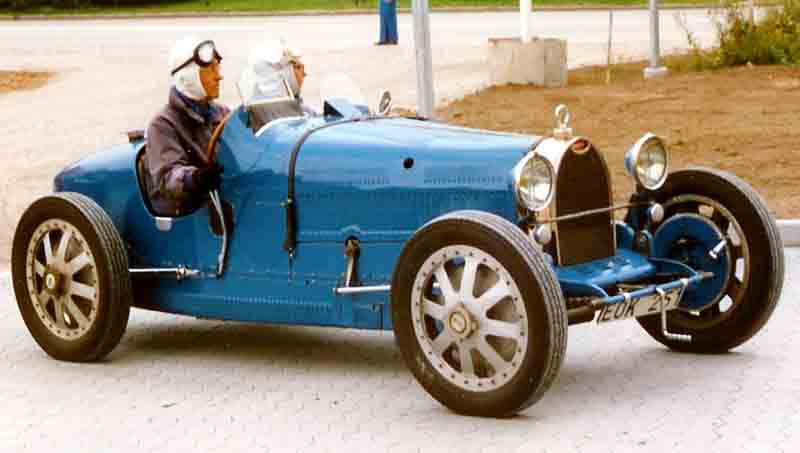
بوجاتي تايب 35C Grand Prix Racer (1926)
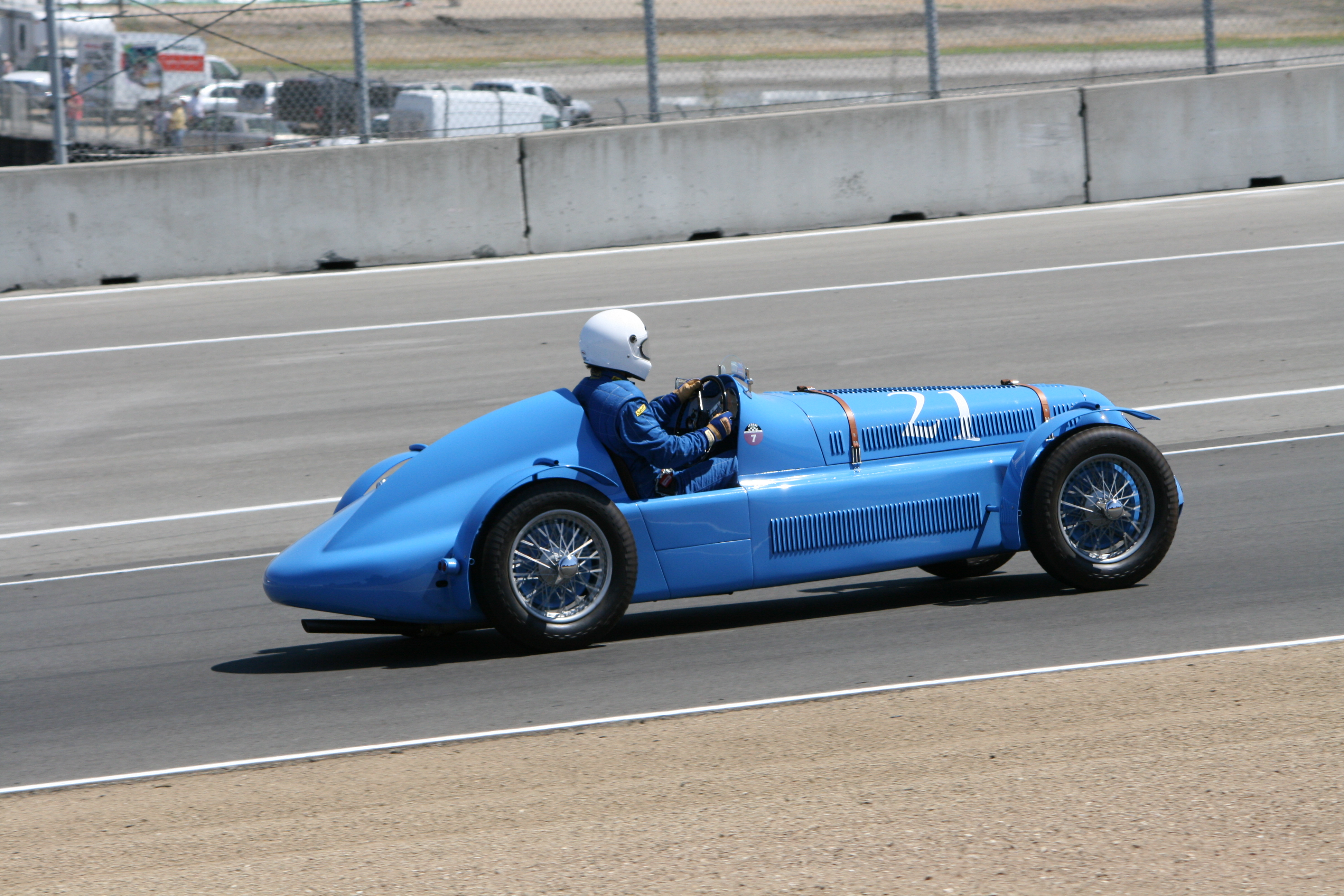
ديلاج D6
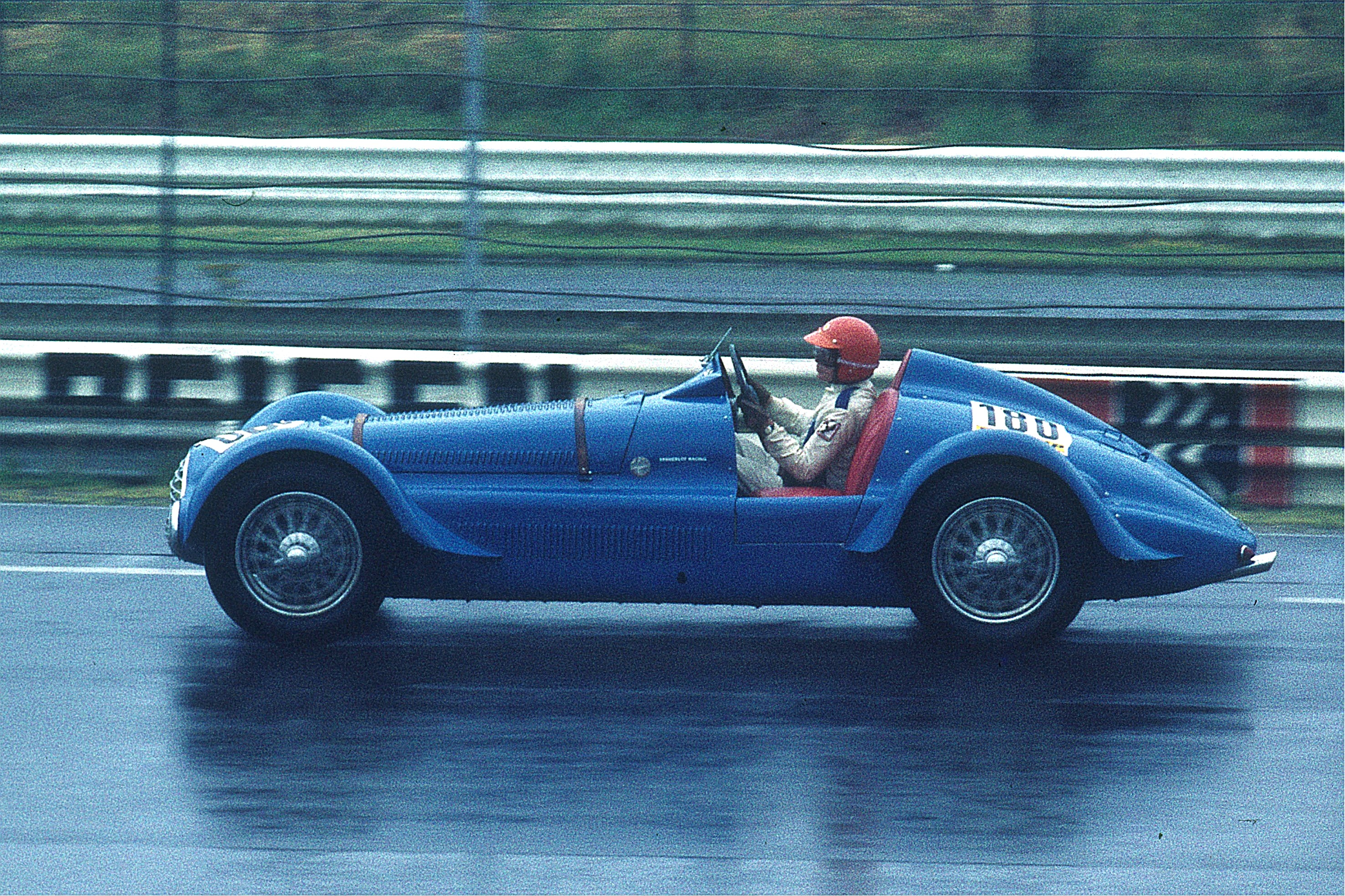
Delahaye 135 MS (1935)
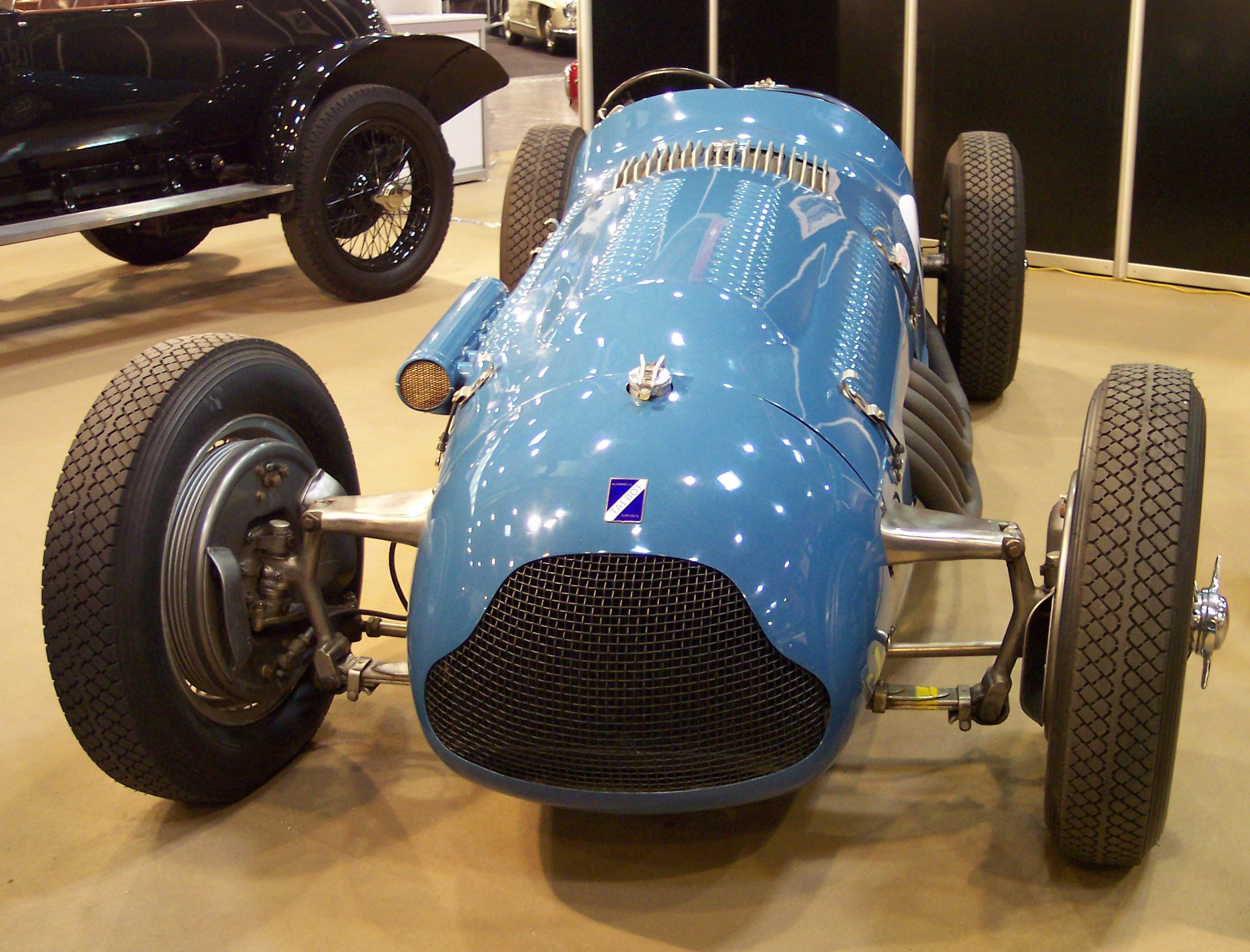
تالبوت لاغو T26 Grand Prix (1949)
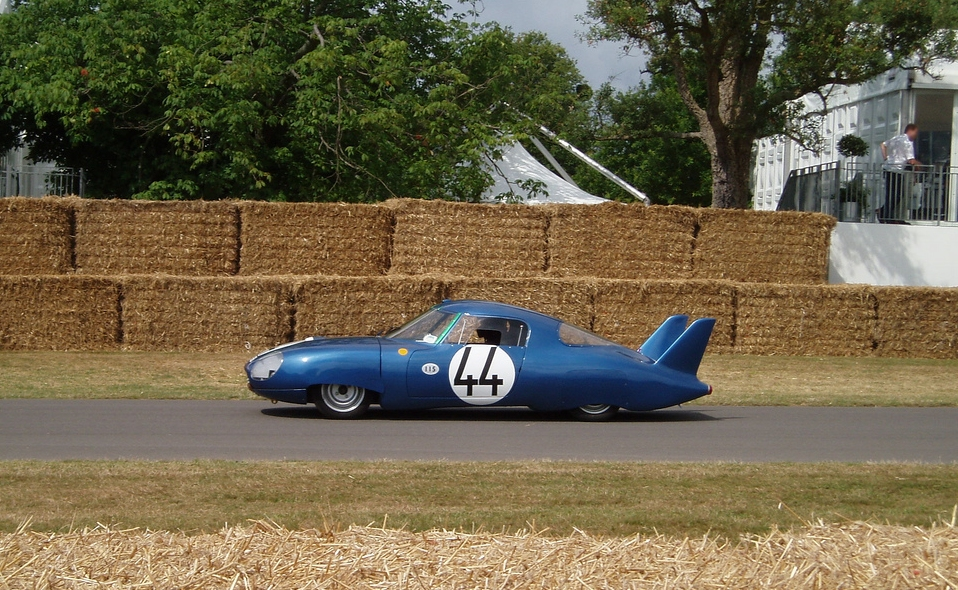
قرص مضغوط Panhard LM64 (1964)
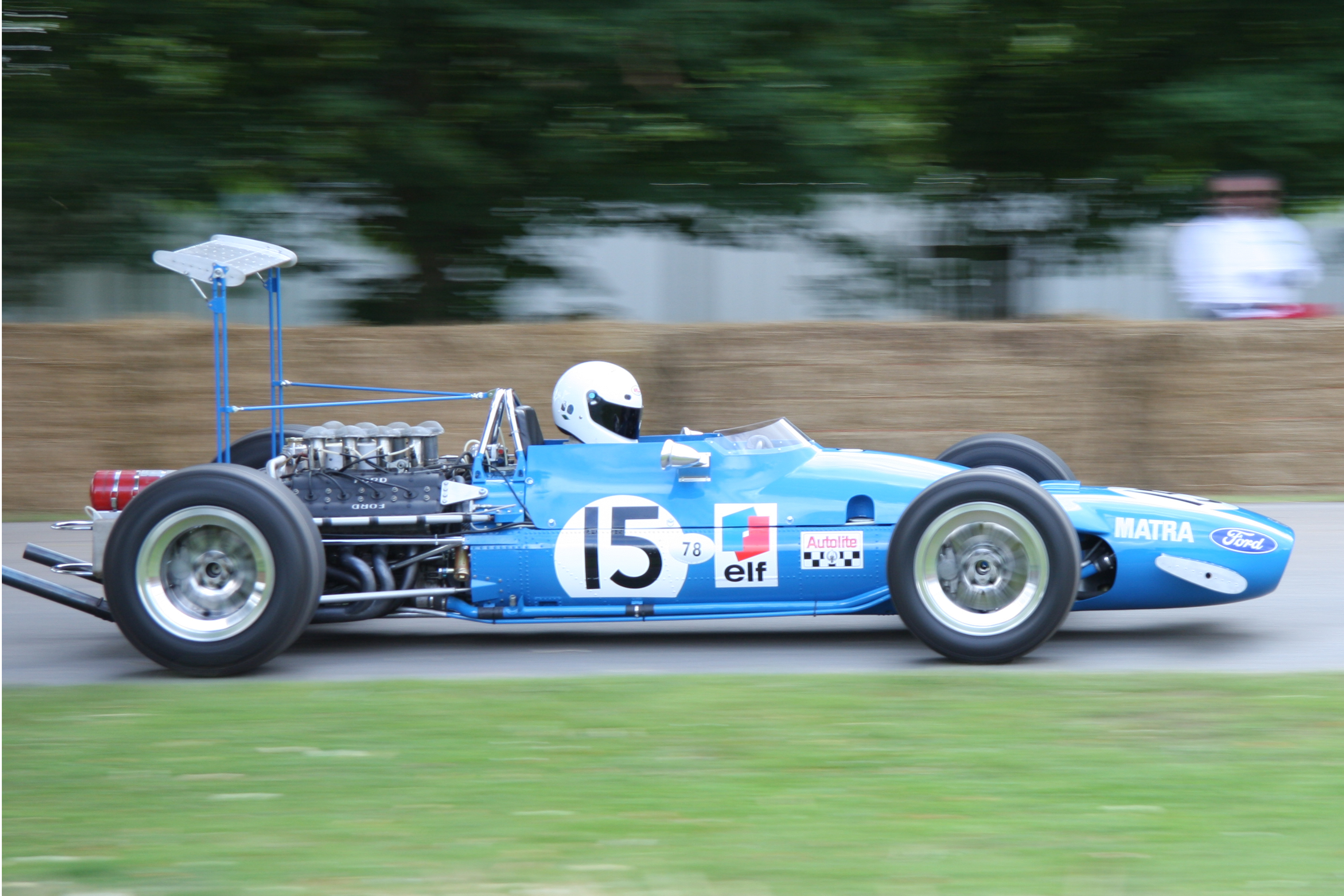
ماترا MS10 (1968)
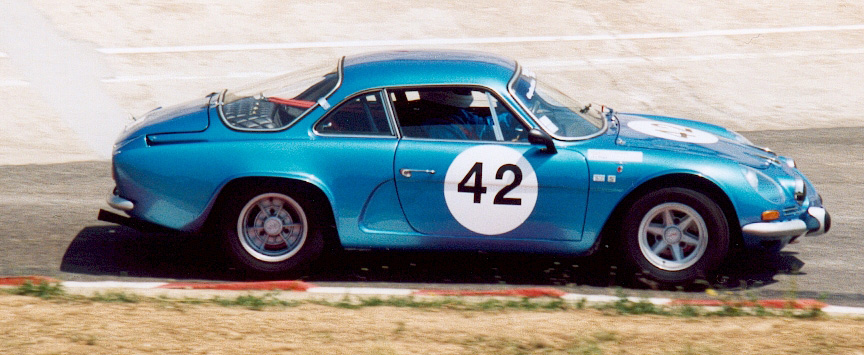
ألباين A110
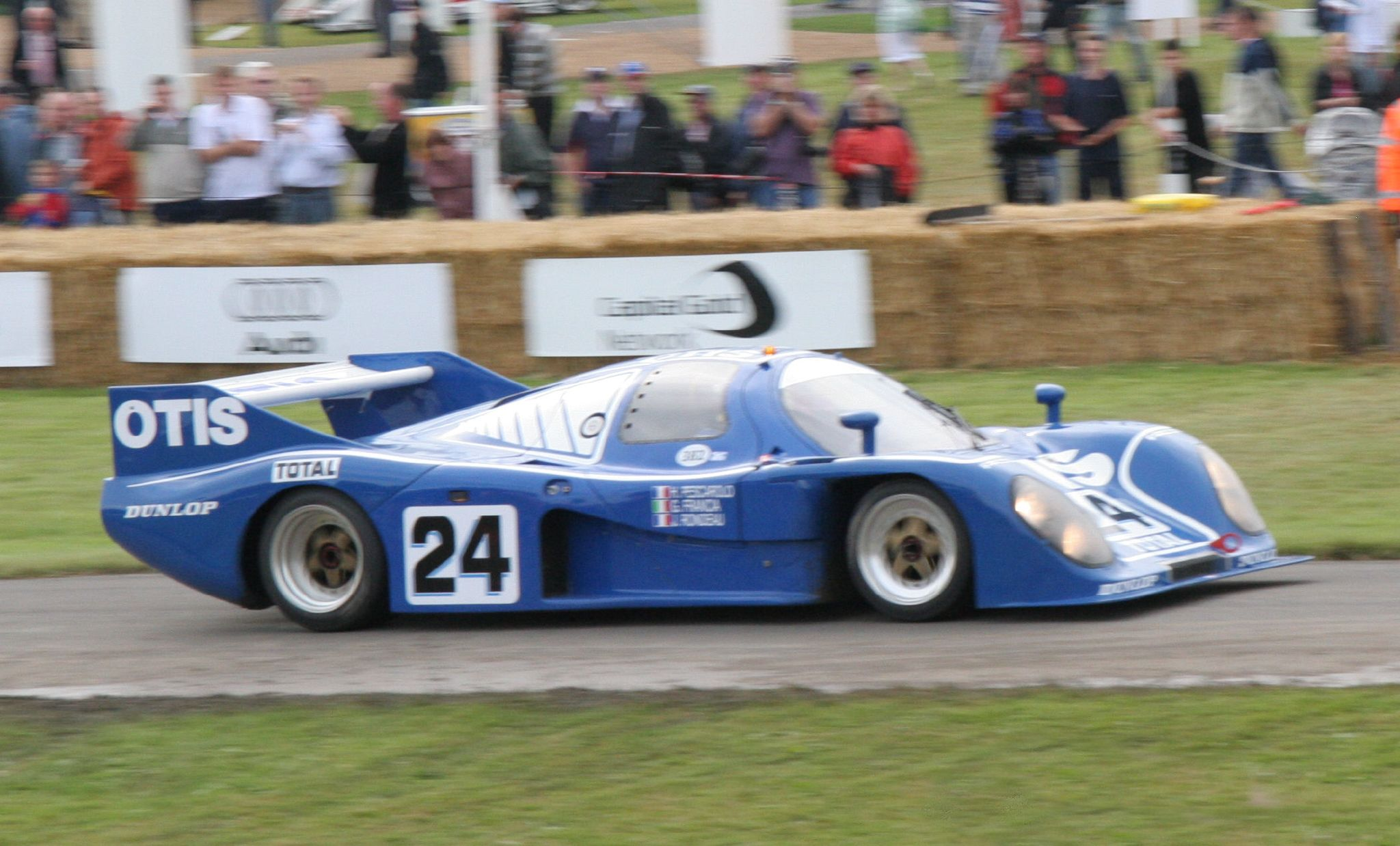
روندو إم 382
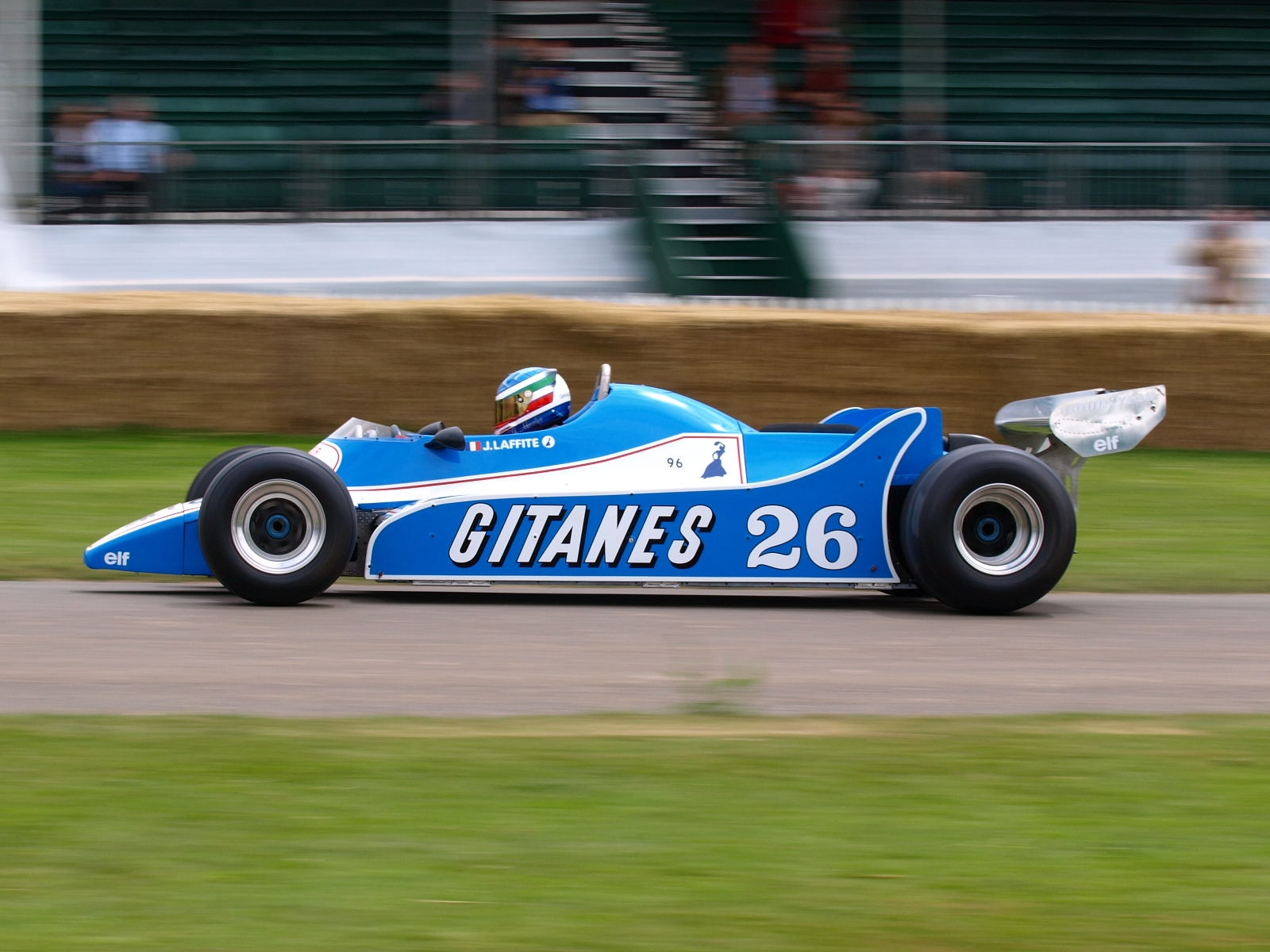
يجييه JS11-15 (1980)
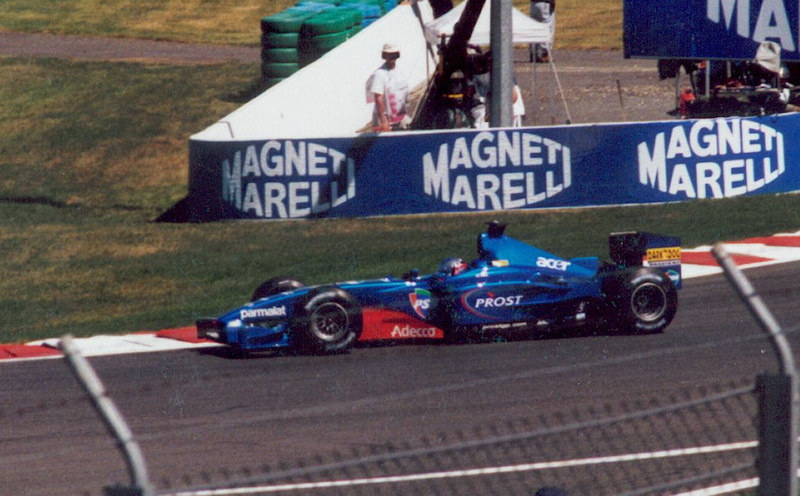
بروست AP04 F1 (2001)
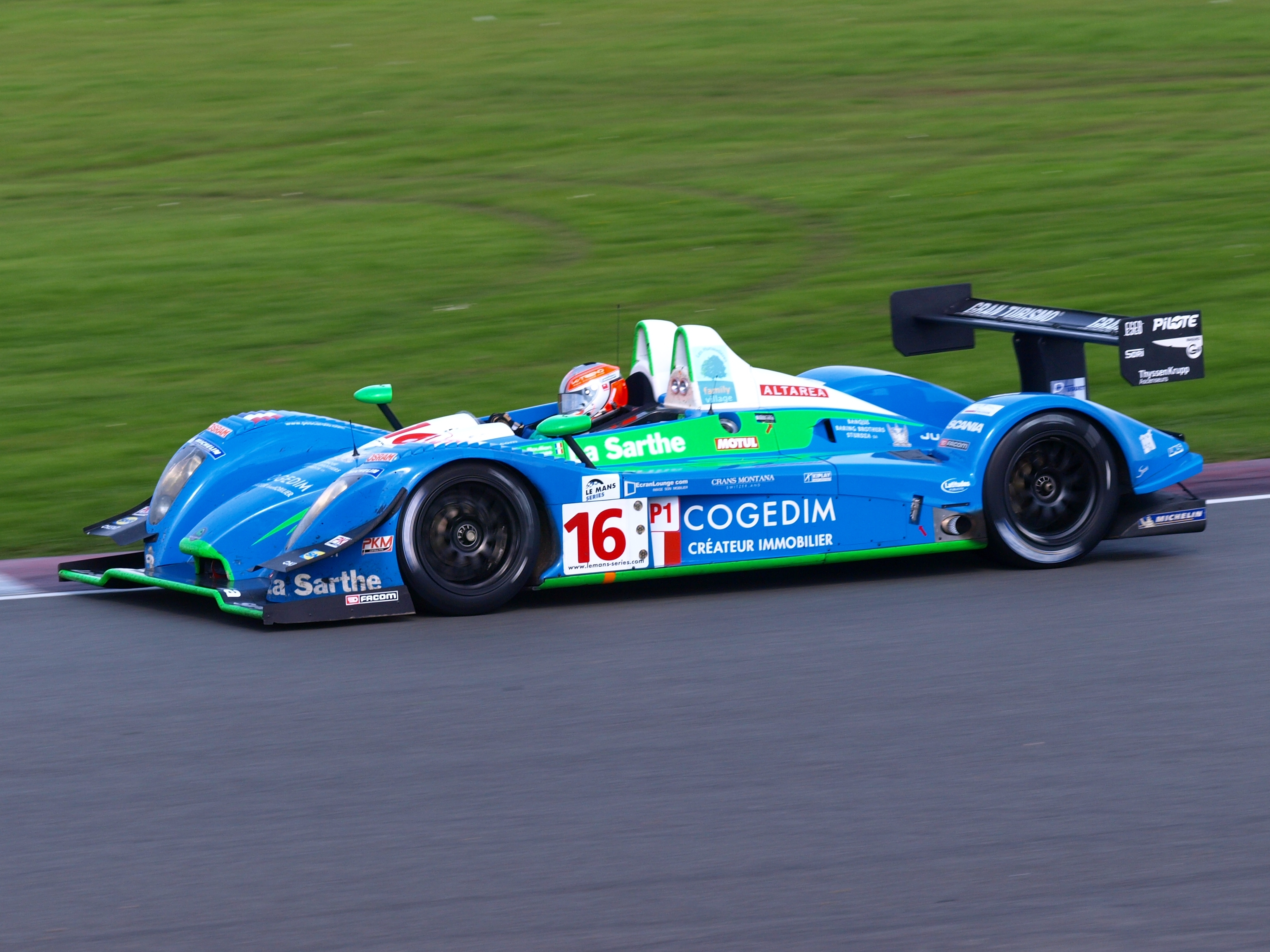
بيسكارولو سبورت 16 (2008)
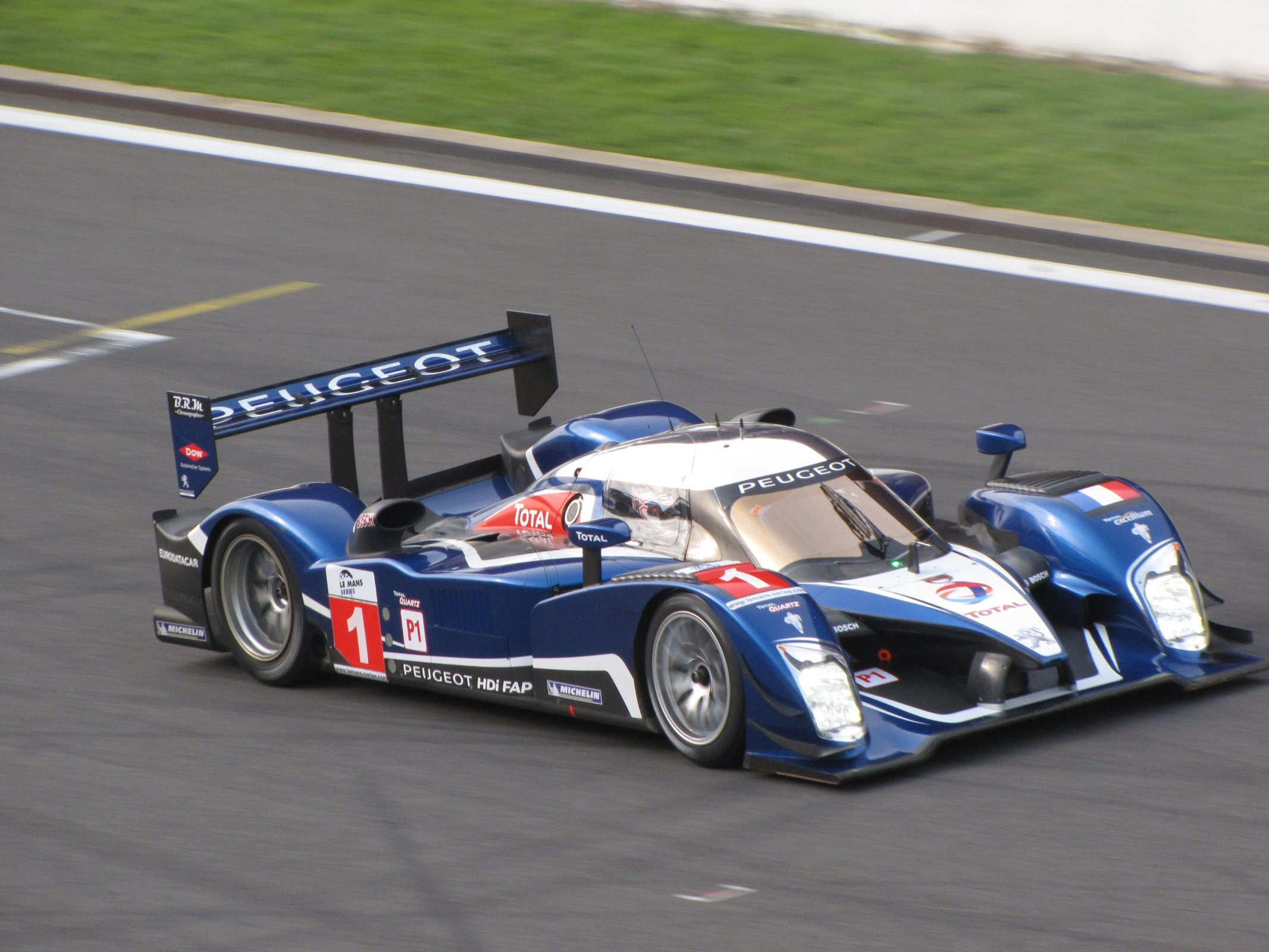
بيجو 908 HDi FAP